# NBC Europe
NBC Europe und NBC Super Channel war ein Fernsehsender in Europa im Zeitraum von 1987 bis 2005. Rechtlich bestand der Sender bis zum 1. Februar 2008.

## Geschichte
Am 30. Januar 1987 startete Super Channel anstelle des 24-Stunden-Musikkanals Music Box sein Programm. Zu diesem Zeitpunkt war Super Channel ein Teil der ITV-Fernsehgesellschaft mit einer britischen Lizenz. Nachrichten wurden durch den paneuropäischen Ableger von ITN beigesteuert.
Ursprünglich war NBC Europe lediglich ein Unterprogramm des US-amerikanischen Fernsehsenders NBC. Im Herbst 1994 übernahm NBC den paneuropäischen Sender Super Channel. Unter dem Namen NBC Super Channel wurde ein Info- und Infotainmentprogramm mit Nachrichten, Wirtschaft und Talk Shows gesendet. Dabei handelte es sich um inhaltliche Übernahmen der amerikanischen Sender NBC, CNBC und America’s Talking (aus welchem später MSNBC entstand).
1998 wurde der Sender durch die Deutsche Fernsehnachrichten Agentur (DFA, heute: Deutsche Fernsehnachrichten Agentur Produktion, DFA P) übernommen. Der Name des Senders blieb dabei unverändert, das Angebot wurde in der Folge um den Programmpunkt NBC GIGA, ein interaktives Jugendprogramm, das sich mit digitalen Medien beschäftigte, erweitert. Das Konzept ging auf Planungen zurück, die bereits 1995 publik wurden, jedoch durch das Fehlen eines Sendeplatzes im deutschen Kabelfernsehen nicht umgesetzt werden konnten.
Ende 2004 erlangte die NBC in Form der NBC Universal, durch ihre Anteile an der DFA und an NBC Europe, eine Mehrheitsbeteiligung am Sender. Die DFA war in Finanzprobleme geraten, so dass NBC Universal deren Anteile zurückkaufen konnte. Das Ansinnen der neuen Eigner war, die damit verknüpften Kabelkanäle für das Programm Das Vierte zu verwenden. Der Sender GIGA aus demselben Kanalpaket sollte dabei weitgehend auf Astra digital verschoben werden. Zwei Drittel der Anteile an der programmverantwortlichen Gesellschaft GIGA Digital Television wurden von NBC Universal mangels Interesse daran bereits im November 2005 an die Cuneo AG und Turtle Entertainment verkauft; einen Monat später wurden die gehaltenen Anteile auf nur noch 12,8 % reduziert. Ab Januar 2008 gehörte diese GmbH nun zu 100 % zum Pay-TV-Sender Premiere.
Es kam in der Folge zu einem Umbau, der den Sendeschluss von NBC Europe als Fernsehsender am 29. September 2005 zur Folge haben sollte. Lediglich GIGA-Sendungen wurden für eine gewisse Zeit über diesen Schlusspunkt hinaus noch produziert, da sie für die rechtliche Sicherung der Kabelkanäle offenkundig notwendig waren. Es kam in der Folge zu Kürzungen der GIGA-Sendezeiten, um eine bessere Einfügung in das Programm von Kabelsendern zu gestatten und die Kosten zu senken. Weiterhin zog die Produktion nach Berlin um. Nach Verhandlungen mit den Kabelnetzbetreibern fiel jedoch auch das bestehende Erfordernis für die Präsenz von GIGA weg, so dass der Programmpunkt von den Verantwortlichen gestrichen wurde. Die letzte GIGA-Sendung wurde am 31. März 2006 ausgestrahlt. Die im Januar 2007 bei GIGA gestartete Show SPAM Deluxe stellte jedoch die Interaktion mit den Zuschauern wieder in den Mittelpunkt, wenn auch in anderer Form.
Einige ehemalige Moderatoren und andere Mitarbeiter von NBC Europe arbeiten heute beim nordrhein-westfälischen Regionalsender NRW.TV. Der Sender wird seit 2005 gemeinsam von der DFA-Produktionsfirma und Karl-Ulrich Kuhlo (n-tv) betrieben, der die DFA im Januar 2005 übernommen hat. Die Moderatoren der populären Sendung GIGA wurden dagegen überwiegend von zahlreichen konkurrierenden Sendern eingestellt.
Ab dem 30. September 2005 haben sich im Zug der Einstellung der Ausstrahlung von NBC Europe beziehungsweise des NBC SuperChannel zahlreiche programmtechnische Veränderungen ergeben.
Auf dem bisherigen Verbreitungsweg von NBC Europe wurde zunächst eine Variante des Programms Das Vierte ausgestrahlt, bei der von Montag bis Freitag von 05:00 bis 10:00 Uhr das Programm des Wirtschaftsnachrichtensenders CNBC Europe und von 13:00 bis 16:00 Uhr bis zum 31. März 2006 GIGA ausgestrahlt wurde. Nach der Einstellung von NBC GIGA lief bis zu seiner Einstellung zum Jahresende 2013 seither von 10:00 bis 05:00 Uhr das reguläre Programm von Das Vierte.
Bis zum 1. Februar 2008 wurde Das Vierte auf diese Weise in den Kabelnetzen und auf Hotbird verbreitet. Danach wurde Das Vierte direkt eingespeist und die Hotbird-Ausstrahlung wurde eingestellt; NBC Europe war damit praktisch nicht mehr existent.

## Videotext / Austastlücke
Mit r@dio.mp3 nutzte ab März 2000 ein Radiosender die Austastlücke von NBC Europe, indem man Musik in Form von MP3 sowie Titel- und Coverinformationen anstelle vom Videotext übertrug. Diese konnten von PCs mit einer TV-Karte dekodiert werden. Die Datenrate dieses Dienstes reichte aus, um die MP3-Dateien mit 128 kbit/s in Echtzeit zu den Empfängern zu übertragen. Viele Benutzer bauten mit zusätzlichen Plugins Musiksammlungen auf. Der Sendebetrieb wurde im Juni 2001 eingestellt, nachdem der Betreiber Musicplay GmbH durch den Ausfall der nötigen Folgeinvestitionen im Umfeld des Börsencrashs Insolvenz anmelden musste. Von April 2002 bis April 2003 nutzte mit Megaradio.mp3 ein weiterer Sender diese Technik in der Austastlücke von NBC Europe. Die Übertragungstechnik wird als TV Radio Cast bezeichnet.
Mitte April 2001 versuchte ein Unternehmen nachts auf dem Sendeplatz von r@dio.mp3 den Sexkanal Video.mp4 zu starten. Die Technik sollte genau dieselbe wie bei Sexxxcast.TV sein. Nach dem Bekanntwerden des Vorhabens setzte sich NBC Europe dagegen zur Wehr und somit kam es nicht zu einem Sendestart.